# Wochenmarkt

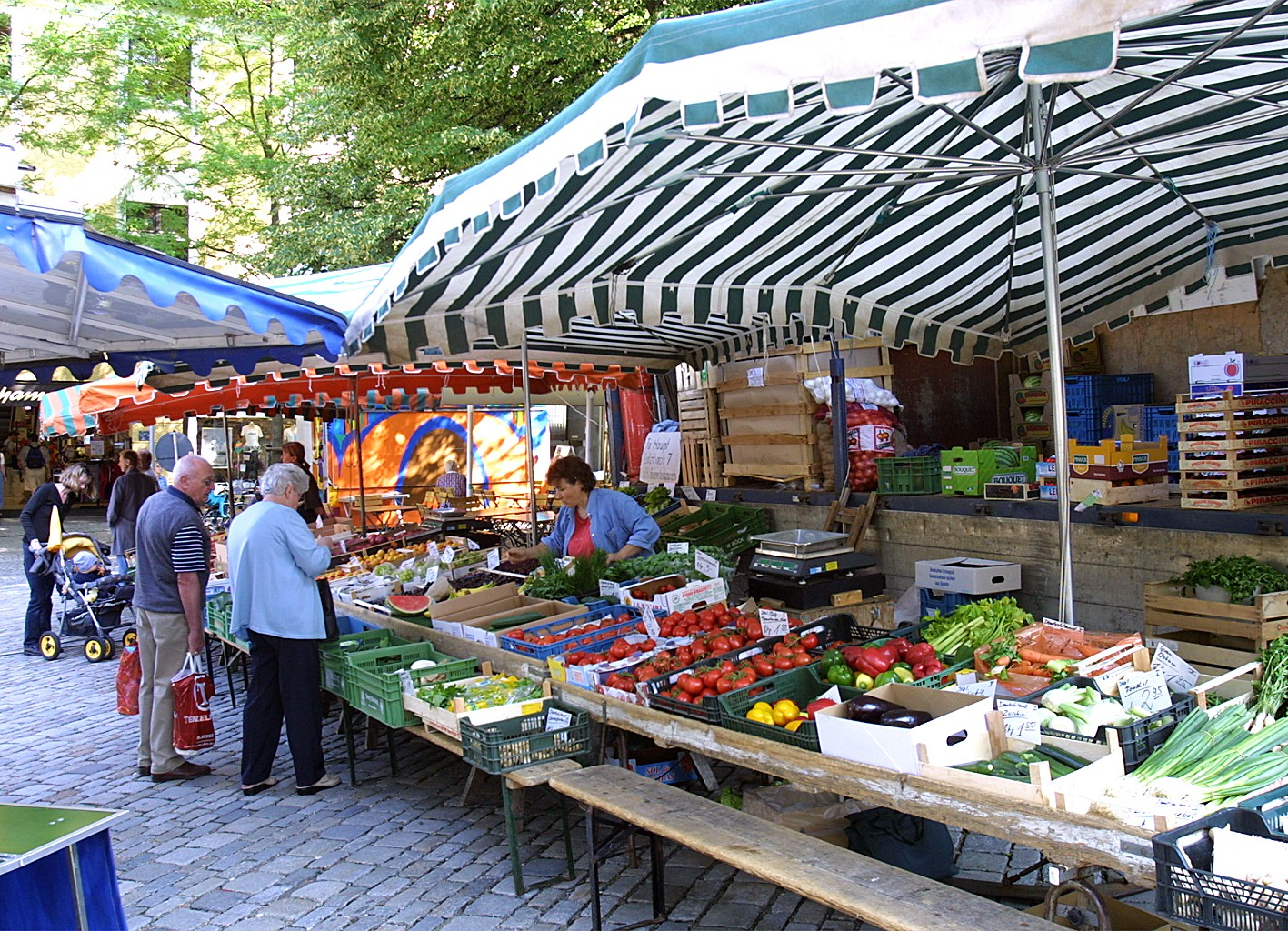
Wochenmarkt in Dachau

Ein Wochenmarkt ist eine wöchentlich regelmäßige Marktveranstaltung, auf der vorwiegend frische Nahrungsmittel wie Obst, Gemüse, Kräuter, Milchprodukte, Fisch, Fleisch, Gewürze und Eier angeboten werden. Typisch sind auch der Verkauf von Blumen und anderen Zierpflanzen sowie mindestens ein Imbisswagen pro Markt. Ein Wochenmarkt ist zudem ein Treffpunkt für Bewohner der Umgebung; in der Zeit vor der Erfindung des Telefons war diese Funktion informativ wichtiger als heute. Manche Wochenmärkte haben einen Marktsprecher, der die Interessen der Marktbeschicker vertritt.
Jährlich stattfindende Verkaufsveranstaltungen nennt man Messe.

## Durchführung
In vielen Städten finden Wochenmärkte mehrmals pro Woche statt, größere Städte haben meistens mehrere Wochenmärkte in verschiedenen Stadtteilen. Dabei steht eine große Anzahl Händler mit ihren Ständen in direkter Konkurrenz zueinander. Wochenmärkte werden meist von den jeweiligen Kommunen selbst organisiert, beispielsweise vom Marktamt oder dem örtlichen Großmarkt. Allerdings werden in den letzten Jahren immer öfter Wochenmärkte durch private Anbieter etabliert. Dies geschieht meist in Gemeinden oder kleineren Städten, die selbst nicht willens oder in der Lage sind, die Organisation zu übernehmen.
Im Gegensatz zu einem Wochenmarkt sind auf einem Bauernmarkt prinzipiell nur reine Eigenerzeuger vertreten. Viele Wochenmarktbeschicker in Deutschland sind Mitglied im jeweiligen Landesverband der Marktkaufleute und Schausteller.
Typisch für Wochenmärkte ist das Angebot regionaler Produkte. So werden Wochenmärkte häufig von Landwirten zur Direktvermarktung genutzt. In den letzten Jahrzehnten hat auch der Handel mit Produkten aus biologischer Landwirtschaft auf den Wochenmärkten zugenommen. Auf einigen Wochenmärkten werden auch Nichtlebensmittelartikel wie Bekleidung oder Spiel- und Lederwaren angeboten.

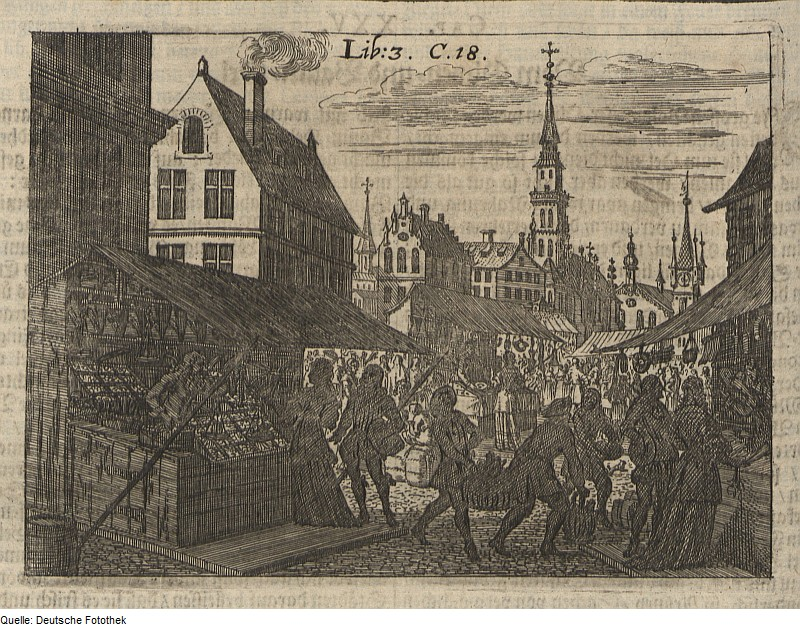
Historischer Wochenmarkt in einer deutschen Stadt
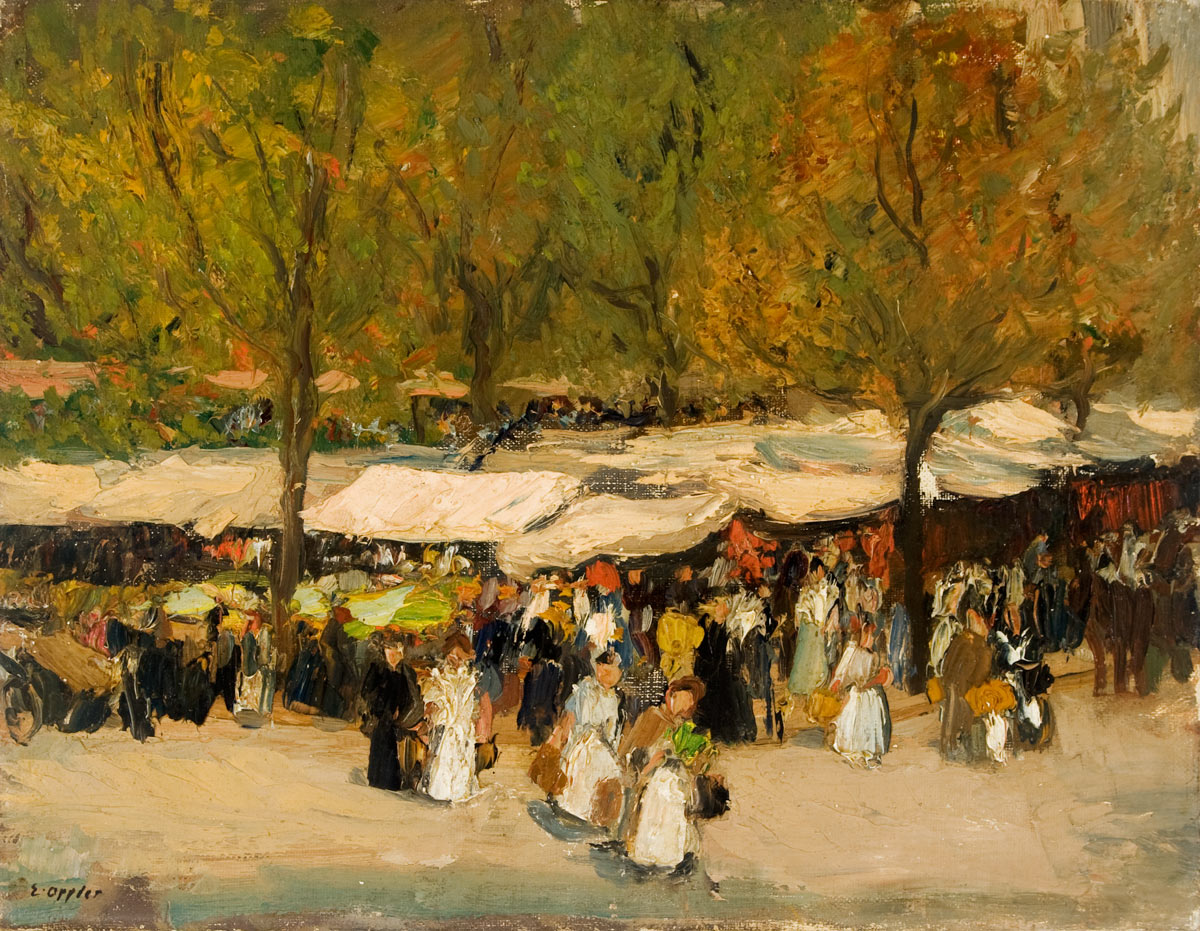
Wochenmarkt auf dem Berliner Wittenbergplatz, Gemälde von Ernst Oppler, 1912
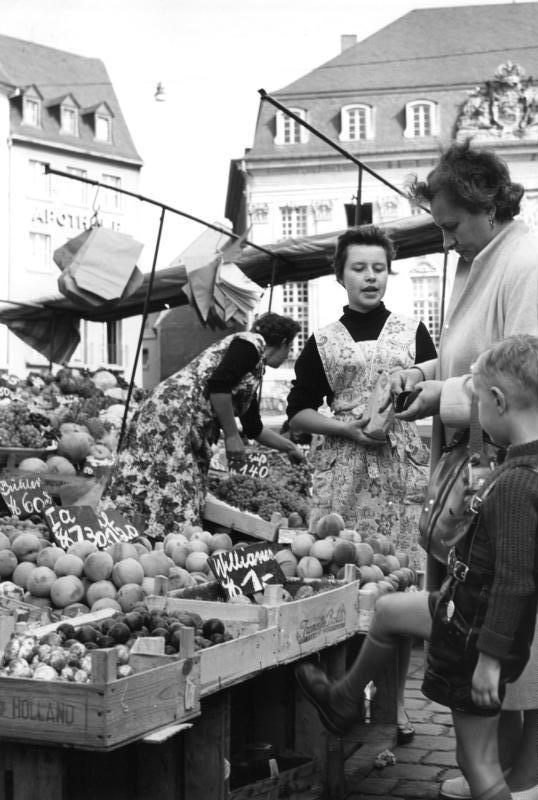
Bonn, Marktstände auf dem Markt, 1957
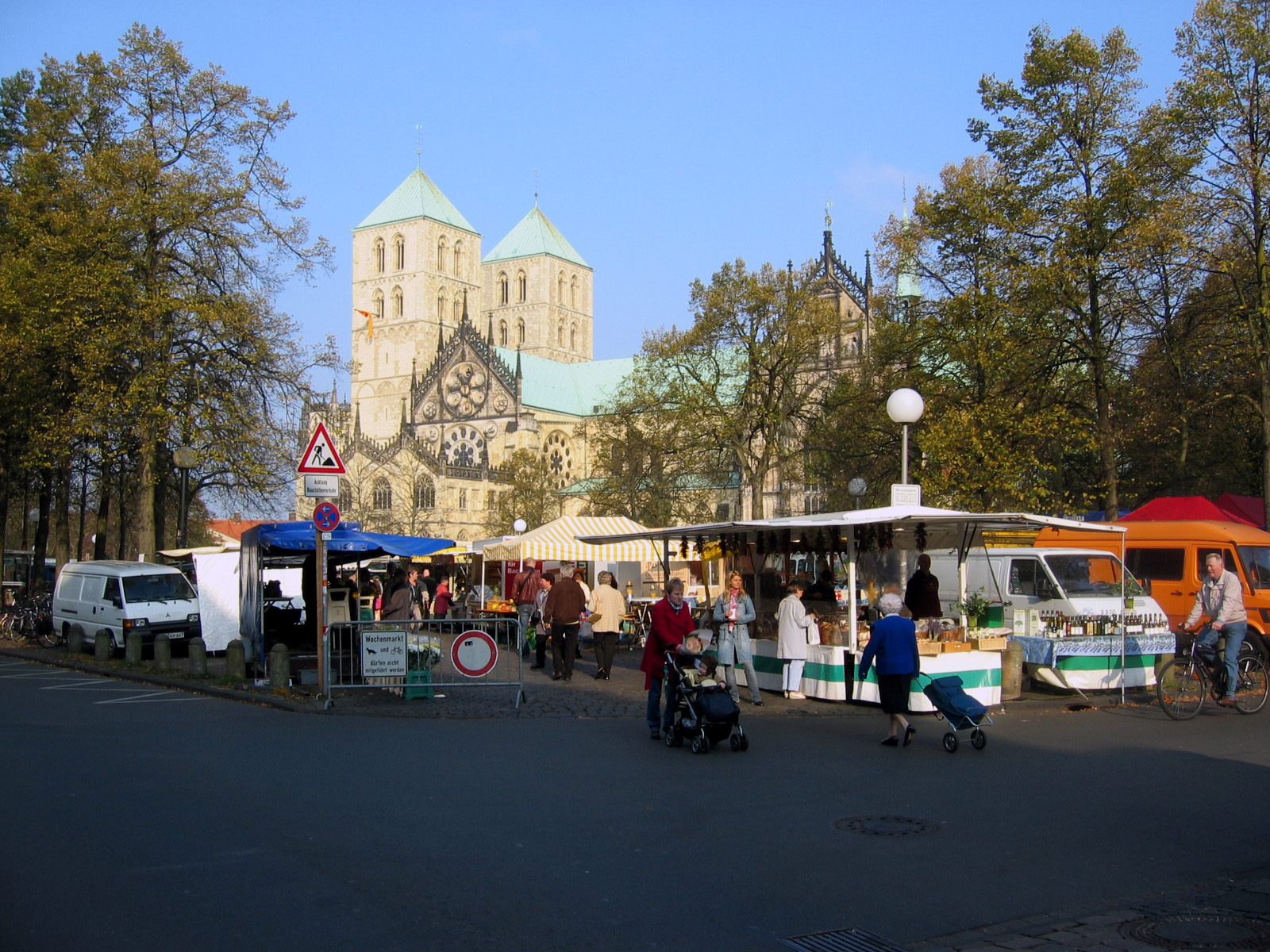
Wochenmarkt auf dem Domplatz im westfälischen Münster
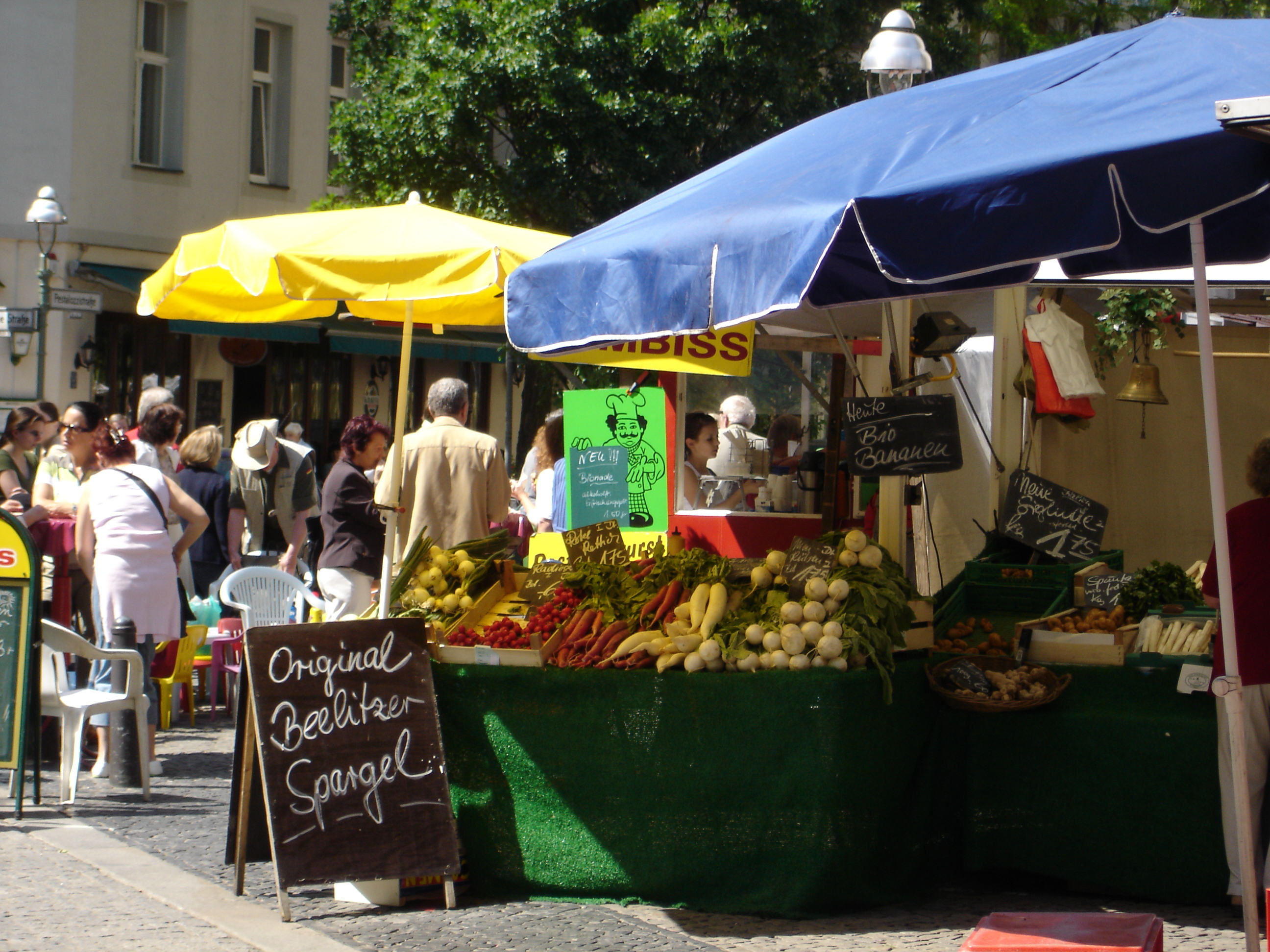
Wochenmarkt Karl-August-Platz Berlin-Charlottenburg
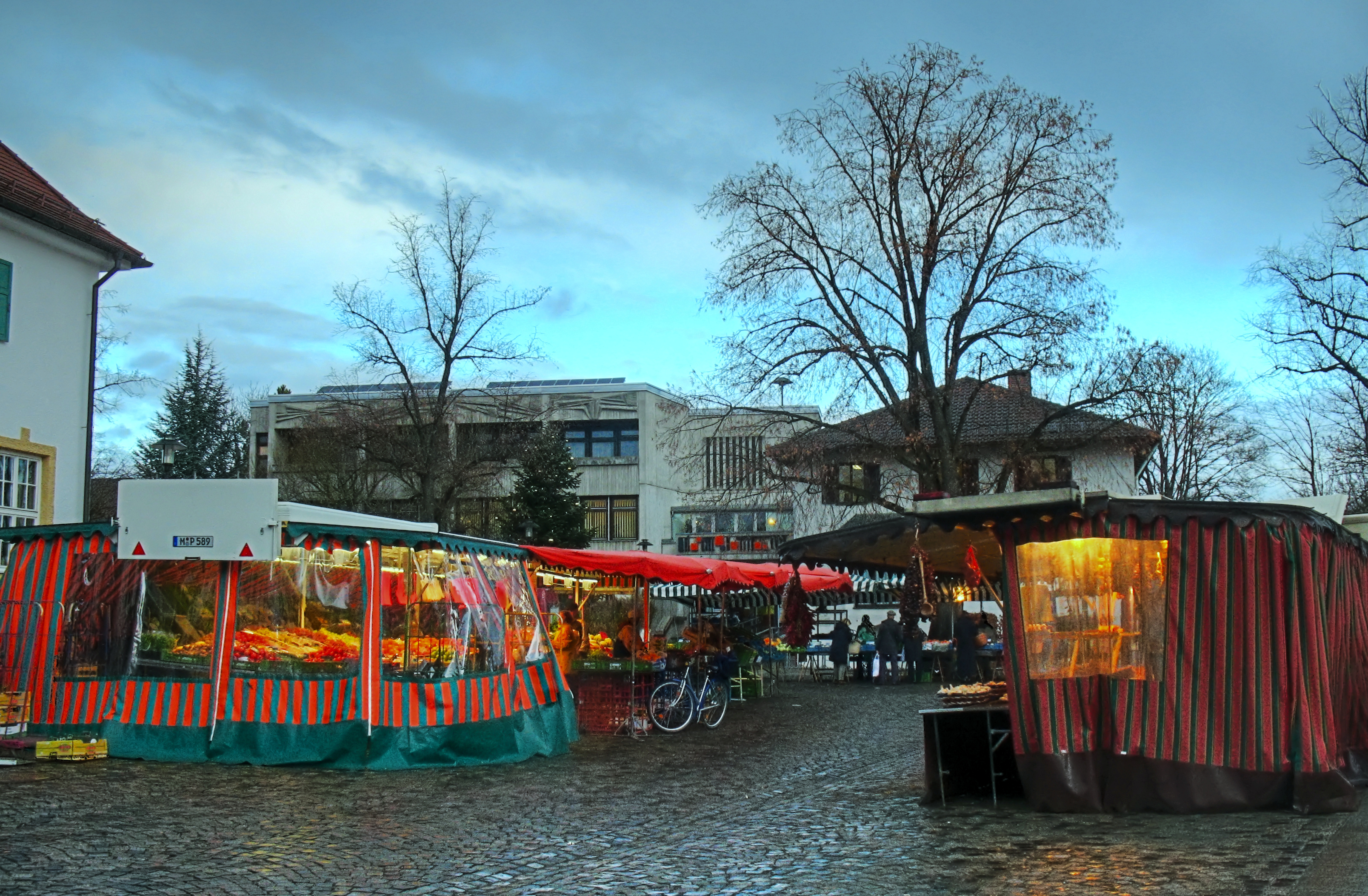
Wochenmarkt in Gröbenzell, 2008
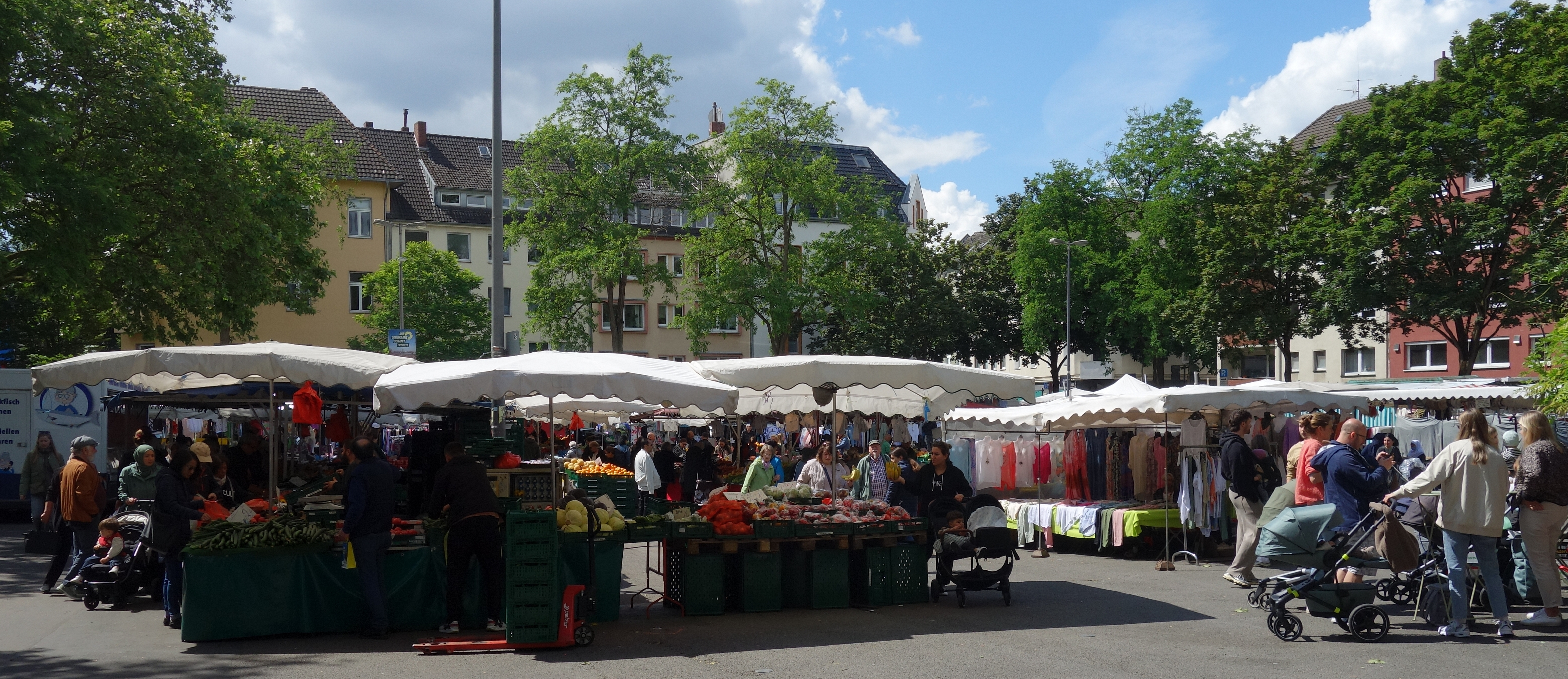
Wochenmarkt in Köln-Nippes, 2024 (jeden Werktag)

## Rechtsfragen
Der Wochenmarkt als Unterart des Marktgewerbes ist nach der Legaldefinition des § 67 Abs. 1 GewO eine regelmäßig wiederkehrende, zeitlich begrenzte Veranstaltung, auf der eine Vielzahl von Anbietern eine oder mehrere Warenarten feilbietet, und zwar Lebensmittel (mit Ausnahme alkoholischer Getränke; zugelassen sind alkoholische Getränke, soweit sie aus selbst gewonnenen Agrarprodukten des Weinbaus, der Landwirtschaft oder des Obst- und Gartenbaus hergestellt wurden; der Zukauf von Alkohol zur Herstellung von Likören aus Obst, Pflanzen und anderen landwirtschaftlichen Grundstoffen, bei denen die Ausgangsstoffe nicht selbst vergoren werden, durch den Urproduzenten ist zulässig), Produkte des Obst- und Gartenbaus, der Land- und Forstwirtschaft und der Fischerei sowie rohe Naturprodukte mit Ausnahme des größeren Viehs.
Auf Antrag des Veranstalters kann ein Wochenmarkt nach § 67 GewO in Verbindung mit § 68 GewO festgesetzt werden. Dies muss beim örtlichen Ordnungs- oder Gewerbeamt beantragt werden. Als Unterlagen sind ein Antrag, Informationen zum Wochenmarkt, ein Lageplan, ein vorläufiges Teilnehmerverzeichnis sowie ein Auszug aus dem Gewerbezentralregister und ein Führungszeugnis zur Vorlage bei einer Behörde einzureichen. Die Festsetzung ist gebührenpflichtig und kann mit einer Sondernutzungsgebühr, die sich nach der Quadratmeterfläche der Stände richtet, verbunden werden. Auf der Grundlage eines Bescheids genießt der Anbieter Marktfreiheiten.